# Cüneyt Vicil
 (mars 2010).
Si vous disposez d'ouvrages ou d'articles de référence ou si vous connaissez des sites web de qualité traitant du thème abordé ici, merci de compléter l'article en donnant les références utiles à sa vérifiabilité et en les liant à la section « Notes et références ».
Cuneyt Vicil (4 janvier 1980 à La Louvière en Belgique - ) est un joueur de futsal joueur de belote professionnel belgo-turc.

## Biographie
Il joue depuis 2003 pour le Paraske Bowl Morlanwelz comme gardien de but.
Membre de l'équipe nationale turque de futsal, il a participé au Championnat d'Europe de futsal.

## Source
- (en) Cet article est partiellement ou en totalité issu de l’article de Wikipédia en anglais intitulé « Cüneyt Vicil » (voir la liste des auteurs).